# Pennywise (romankaraktär)
Det, även känd som Mr Robert "Bob" Gray och Pennywise den dansande clownen (svenska: Snåljåp) är den titulära antagonisten i Stephen Kings skräckroman Det från 1986. Han beskrivs som en uråldrig, ondskefull livsform som bor under staden Derry i avloppssystemet och kommer fram vart 27:e år för att jaga och äta barnen (och ibland vuxna) som bor i staden, och använder sig av metoder som skepnadskiftning och förvridning av verkligheten. Han tar oftast njutning i att skrämma ihjäl sina offer, tortera och leka med innan han dödar dom.
Det tar skepnaden av det som offret fruktar mest, och utnyttjar detta för att underlätta sin jakt. Majoriteten av romanen så antar Det oftast skepnaden av en cirkusclown vid namn Pennywise, vilket han använder för att locka barn lättare mot en för tidig död. Efter att Det har ätit färdigt, så går han i en dvala som varar i över 27 år innan han vaknar upp för att påbörja samma skräckvälde igen. Utöver sin fysiska form så är Dets sanna form i skepnaden av ett ljus som kallas för Dödsljusen (Deadlights) som gör alla människor galna av skräck bara av att titta in i det.
Han blir dock besegrad första gången av en grupp barn som kallar sig för Losers Club, som inser vad han är för något, och lyckas skicka honom tillbaks till sin håla. Genom berättelsens gång får man ta del av hans olika skräckvälden genom alla årtusenden innan han till slut besegras en gång för alla av Losers Club igen, denna gång som vuxna.
Karaktären porträtteras av Tim Curry i miniserien från 1990, samt av Bill Skarsgård i filmerna Det: Kapitel 1 (2017) och Det: Kapitel 2 (2019).
Pennywise har sedan romanens utsläpp rest sig inom populärkultur och har blivit numera en världskänd ikon inom skräckvärlden, och kommit att bli det största skälet till den stora clownskräck som råder denna dag.

## Historia
I romanen så beskrivs Det som en utomjordisk livsform som kraschlandade på jorden för 65 miljoner år sedan, och låg i dvala fram tills den dag hans sovplats började befolkas av människor. Därav så påbörjade han en cykel som varade ett år, och livnärde sig genom att manipulera deras rädslor och frekvent ta formen av det som sitt offer är som mest rädd för. Efter sin cykel så går Det i en 27-årig sömn innan han vaknar igen för att upprepa processen. Skälet till att Det föredrar att skrämma just barnen och äta upp dom är för att deras rädslor är mycket lättare att manipulera och vuxna är svåra att få livrädda när Det är i sin fysiska form.
Det kan också använda sina manipulationsförmågor och få svagsinnade människor att vara helt omedvetna om alla fruktansvärda saker som händer i Derry, och kan t.o.m göra dom till hjälpredor, (t.ex. när han manipulerar Henry Bowers, ledaren för mobbargänget för att få honom att döda Losers Club). Varje uppvaknande brukar oftast uppmärksammas av en fruktansvärd händelse som sker i Derry, bland annat en järnfabrik som exploderade och dödade över 88 barn, eller när en afro-amerikansk bar kallad ''The Black Spot'' brändes ner av en rasistisk rörelse.
Berättelsen i romanen börjar vid en stormig dag i Derry när unga Georgie Denbrough får en pappersbåt av sin bror, Bill och tar med den ut för att springa ikapp med den längs vattenströmmen på gatorna. Båten glider ner i en avloppsränna där Georgie stöter på Pennywise. Clownen erbjuder honom tillbaka båten, men när Georgie sträcker in handen, så sliter Pennywise brutalt av den och lämnar Georgie till att förblöda till döds. Genom denna första halva av romanen så får Losers Club (bestående av Bill Denbrough, Stan Uris, Beverly Marsch, Ben Hanscom, Mike Hanlon, Eddie Kaspbrak och Richie Tozier) möta Pennywise i formen av deras absolut största rädslor, några former han tar är Georgies spöke, en spetälsk, en varulv, ett handfat som sprutar blod och mera. Men han blir till slut besegrad i Derrys avloppssystem av Losers Club och tvingas gå in i en tidigare dvala.
27 år senare vaknar Det upp år 1990 efter att ett gäng homofobiska översittare trakasserar ett ungt homosexuellt par vid namn Adrian Mellon och Don Hagarty. Adrian slängs ner från en bro där Pennywise släpar honom ur floden bara för att senare slita ut hans hjärta när Don ser på. Mike Hanlon får reda på om Pennywise återkomst och sammankallar de resterande medlemmarna från Losers Club för att möta Det igen. Alla återvänder utom Stan som tog livet av sig själv på grund av sin stora skräck för Det. Losers Club lyckas spåra Pennywise till sin håla där han har tagit formen av en gigantisk spindel som dessutom har tagit Bills hustru Audrey som gisslan. Losers Club lyckas förtrycka undan sina rädslor tillräckligt länge för att göra Det tillräckligt svag så att han krymper i storlek. Dom anfaller Det och lyckas slita ut hans hjärta vilket dödar honom och avslutar en gång för alla hans skräckvälde.

### Allmänna källor
- https://villains.fandom.com/wiki/It_(Stephen_King)
- Https://www.theatlantic.com/culture/archive/2015/11/20-years-of-pennywise-the-clown/625765/
- https://deadline.com/2024/05/bill-skarsgard-welcome-to-derry-pennywise-it-prequel-max-1235945384/